# Aonach Mòr
Aonach Mòr (wymowa gaelicka: [ˈɯːnəx ˈmoːɾ]) – szczyt w paśmie Ben Nevis, w Grampianach Zachodnich. Leży w Szkocji, w regionie Highland. Jest to ósmy co do wysokości szczyt w Szkocji. 